# Reformatzki-Reaktion
Bei der Reformatzki-Reaktion handelt es sich um eine Namensreaktion in der organischen Chemie, die nach ihrem russischen Entdecker Sergei Reformatski benannt wurde. Die Reformatzki-Reaktion ist eine metallorganische Reaktion zum Aufbau von Kohlenstoff-Kohlenstoff-Einfachbindungen. Die Reaktion dient zur Synthese von β-Hydroxyestern. Hierzu setzt man einen α-halogenierten Carbonsäureester mit Zinkstaub und einem Aldehyd oder Keton um.

## Übersichtsreaktion
Ein Keton (R1 und R2 = Organylrest) oder Aldehyd (R1 = H oder R2 = H) reagiert mit einem α-halogenierten Carbonsäureester, welcher zuvor mit metallischem Zink umgesetzt wurde. Die zinkorganische Verbindung wird dann zu einem β-Hydroxycarbonsäureester hydrolysiert:
Die Reformatzki-Reaktion ähnelt der Grignard-Reaktion.

## Mechanismus
Das Reformatzki-Reagenz, eine zinkorganische Verbindung ähnlich den Grignard-Reagenzien, erhält man aus einem α-halogenierten Carbonsäureester und Zinkstaub:
Es reagiert dann mit der anschließend zugesetzten Carbonylkomponente eines Ketons oder Aldehyds. Das nukleophile Reformatzki-Reagenz addiert an die Carbonylkomponente und bildet ein Alkoholat, das bei wässriger Aufarbeitung den gewünschten β-Hydroxycarbonsäureester liefert.
Im Gegensatz zu den reaktiveren Grignard-Reagenzien reagieren bei der Reformatzki-Reaktion nur Ketone und Aldehyde, nicht aber Ester als Carbonylkomponente.